# Youssouf Ouédraogo
Youssouf Ouédraogo (Tikaré, 25 dicembre 1952 – Abidjan, 18 novembre 2017) è stato un politico burkinabé.
È stato Primo ministro del Burkina Faso dal giugno 1992 al marzo 1994.
Dal marzo 1994 al gennaio 1999 è stato ambasciatore burkinabè in diversi Paesi: Belgio, Regno Unito, Lussemburgo, Paesi Bassi e anche presso l'Unione europea.
Dal gennaio 1999 al giugno 2007 è stato Ministro degli esteri nei Governi di Kadré Désiré Ouédraogo e di Paramanga Ernest Yonli.
Dal settembre 2007 è consigliere speciale del Presidente della African Development Bank, Donald Kaberuka.
Ha inoltre ricoperto gli incarichi di Presidente del consiglio sociale ed economico (1989-1992), Ministro della cooperazione e dello sviluppo (1987-1989) e Ministro della pianificazione e sviluppo popolare (1984-1987).
In esilio dopo l'allontanamento nel 2014 dell'allora presidente Blaise Compaoré, è scomparso nel 2017 all'età di 64 anni.